# Włocławskie Towarzystwo Naukowe
Włocławskie Towarzystwo Naukowe – lokalne stowarzyszenie naukowe powstałe 16 czerwca 1979 roku, które stawia sobie za cel prowadzenie i inspirowanie lokalnych badań naukowych, popularyzowanie najnowszych osiągnięć wiedzy, publikowanie materiałów dotyczących szczególnie Kujaw i ziemi dobrzyńskiej, gromadzenie i udostępnianie zbiorów bibliotecznych. Od 1994 r., Towarzystwo ma swoją siedzibę przy placu Wolności 20 we Włocławku. Towarzystwo zrzesza ok. 400 osób.

## Działalność publiczna
Włocławskie Towarzystwo Naukowe organizuje konferencje naukowe i popularnonaukowe, m.in.:
- cykliczne ogólnopolskie konferencje kardiologiczne (w 2005 r. - 25 konferencja)
- ogólnopolskie konferencje dotyczące systemu wdrażania i upowszechniania postępu w rolnictwie *ogólnopolskie konferencje dotyczące heraldyki polskiej
- międzynarodowe konferencje na temat rozwoju regionalnego.

Dzięki inicjatywie m.in. członków WTN, 21 października 1995 r. utworzono Wyższą Szkołę Pracy Socjalnej, która za czasów rektorowania prof. Mirosława Krajewskiego później zmieniła nazwę na Wyższą Szkołę Humanistyczno-Ekonomiczną we Włocławku, a która od 8 VIII sierpnia 2015 roku nosi nazwę. „Kujawska Szkoła Wyższa”.

## Działalność wydawnicza
Nakładem Towarzystwa ukazało się około 150 publikacji naukowych i popularyzatorskich, w tym wydawnictwa periodyczne:
- „Zapiski Kujawsko-Dobrzyńskie”, pod red. Mieczysława Wojciechowskiego (do roku 2015: 30 tomów; recenzenci: prof. dr hab. Ryszard Studziński oraz o. prof. dr hab. Bazyli Degórski), „Postępy diagnostyki i terapii w kardiologii”, pod red. S. Sterkowicza (24 tomy)
- „Przestrzeń” Magazyn Planowania Przestrzennego, red. naczelny B. Stroszejn (17 numerów)
- „Zeszyty Naukowe” sekcji Towarzystwa

oraz monografie:
- Z dziejów powstania styczniowego na Kujawach i ziemi dobrzyńskiej, pod red. S. Kalembki
- Powstanie styczniowe między Skrwą a Drwęcą Mirosław Krajewski
- Zasłużeni dla Włocławka (XIII-XX w.), pod red. M. Wojciechowskiego
- Tadeusz Reichstein - życie i działalność laureata Nagrody Nobla z Włocławka,
- S. Sterkowicza, Środowisko przyrodnicze województwa włocławskiego, pod red. S.L. Bagdzińskiego
- Herby miast polskich w okresie zaborów (1777-1918), pod red. S. K. Kuczyńskiego
- Włocławek. Dzieje miasta, T. I i II, pod red. J. Staszewskiego
- Ciechocinek. Dzieje Uzdrowiska, pod red. Sz. Kubiaka
- Materiały do dziejów rezydencji w Polsce. Kujawy i ziemia dobrzyńska, pod red. S. Kumkowskiego (5 woluminów)
- Wśród polskich pól przed laty. Wspomnienia, M. Grodzickiej
- Włocławski cmentarz T. Wąsika i J. Sieraczkiewicza
- Monografia rolnictwa województwa kujawsko-pomorskiego, B. M. Wawrzyniaka.

W 1998 r. przy Włocławskim Towarzystwie Naukowym z inicjatywy M. Zapędowskiego i S. Kunikowskiego została utworzona Oficyna Wydawnicza „Lega”. Dobrzyński Oddział WTN w Rypinie, istniejący w latach 1985-2006, pod redakcją prof. Mirosława Krajewskiego publikował periodyk naukowy „Ziemia Dobrzyńska”. Ukazało się jego 10 tomów.